# La Mata de los Olmos
La Mata de los Olmos – gmina w Hiszpanii, w prowincji Teruel, w Aragonii, o powierzchni 23,73 km². W 2011 roku gmina liczyła 281 mieszkańców.